# Ononis spinosa subsp. maritima
Ononis spinosa subsp. maritima é uma subespécie de planta com flor pertencente à família Fabaceae. 
A autoridade científica da subespécie é (Dumort.) P.Fourn., tendo sido publicada em Les Quartre Flores de la France 540. 1936.

## Portugal
Trata-se de uma subespécie presente no território português, nomeadamente no Arquipélago da Madeira.
Em termos de naturalidade é nativa da região atrás indicada.

## Protecção
Não se encontra protegida por legislação portuguesa ou da Comunidade Europeia.